# Пейнтерс № 18
Графство Пейнтерс № 18 (англ. Paintearth County No. 18) — муніципальний район в Канаді, у провінції Альберта.

## Населення
За даними перепису 2016 року, муніципальний район нараховував 2102 жителів, показавши зростання на 3,6%, порівняно з 2011-м роком. Середня густина населення становила 0,6 осіб/км².
З офіційних мов обидвома одночасно володіли 25 жителів, тільки англійською — 2 070, а 5 — жодною з них. Усього 295 осіб вважали рідною мовою не одну з офіційних, з них 5 — українську.
Працездатне населення становило 80,9% усього населення, рівень безробіття — 4,9% (5,1% серед чоловіків та 4,7% серед жінок). 60,4% були найманими працівниками, 38,7% — самозайнятими.
Середній дохід на особу становив $50 567 (медіана $37 717), при цьому для чоловіків — $61 976, а для жінок $39 187 (медіани — $47 168 та $28 320 відповідно).
26,3% мешканців мали закінчену шкільну освіту, не мали закінченої шкільної освіти — 21,9%, 51,8% мали післяшкільну освіту, з яких 19,4% мали диплом бакалавра, або вищий.
| Статево-вікова структура населення | Статево-вікова структура населення | Статево-вікова структура населення | Статево-вікова структура населення | Статево-вікова структура населення |
| ---------------------------------- | ---------------------------------- | ---------------------------------- | ---------------------------------- | ---------------------------------- |
|                                    |                                    |                                    |                                    |                                    |
| Всього                             | Всього                             | 48,3%51,7%                         |                                    |                                    |
| 0 — 14 років                       | 0 — 14 років                       |                                    | 22,4%                              | 22,4%                              |
| 15 — 64 років                      | 15 — 64 років                      |                                    | 65,2%                              | 65,2%                              |
| 65 і більше                        | 65 і більше                        |                                    | 12,4%                              | 12,4%                              |
| 85 і більше                        | 85 і більше                        |                                    | 1,4%                               | 1,4%                               |
| Середній вік (років)               | Середній вік (років)               | 39,836,6                           | 38,1                               | 38,1                               |
| Медіана (років)                    | Медіана (років)                    | 42,237,9                           | 40,1                               | 40,1                               |
| — чоловіки — жінки                 |                                    |                                    |                                    |                                    |

| Походження мешканців:     | Походження мешканців:     | Походження мешканців: | Походження мешканців: | Походження мешканців: |
| ------------------------- | ------------------------- | --------------------- | --------------------- | --------------------- |
| Походження                |                           |                       | осіб                  | %                     |
| Корінні американці        | Корінні американці        |                       | 75                    | 4.2%                  |
| Інше північноамериканське | Інше північноамериканське |                       | 675                   | 37.82%                |
| Європейське               | Європейське               |                       | 1 415                 | 79.27%                |
| британське                | британське                |                       | 905                   | 50.7%                 |
| французьке                | французьке                |                       | 235                   | 13.17%                |
| українське                | українське                |                       | 75                    | 4.2%                  |
| Латинськоамериканське     | Латинськоамериканське     |                       | 15                    | 0.84%                 |
| Африканське               | Африканське               |                       | 10                    | 0.56%                 |
| Азійське                  | Азійське                  |                       | 10                    | 0.56%                 |

| Зайнятість населення за галузями (за класифікацією NOC): | Зайнятість населення за галузями (за класифікацією NOC): | Зайнятість населення за галузями (за класифікацією NOC): | Зайнятість населення за галузями (за класифікацією NOC): | Зайнятість населення за галузями (за класифікацією NOC): |
| -------------------------------------------------------- | -------------------------------------------------------- | -------------------------------------------------------- | -------------------------------------------------------- | -------------------------------------------------------- |
|                                                          |                                                          |                                                          |                                                          |                                                          |
| Управління                                               | Управління                                               |                                                          | 30,5%                                                    | 30,5%                                                    |
| Бізнес, фінанси та адміністрування                       | Бізнес, фінанси та адміністрування                       |                                                          | 10,3%                                                    | 10,3%                                                    |
| Природничі та прикладні науки                            | Природничі та прикладні науки                            |                                                          | 2,7%                                                     | 2,7%                                                     |
| Охорона здоров'я                                         | Охорона здоров'я                                         |                                                          | 7,2%                                                     | 7,2%                                                     |
| Освіта, правозахист, муніципальні та урядові служби      | Освіта, правозахист, муніципальні та урядові служби      |                                                          | 8,5%                                                     | 8,5%                                                     |
| Мистецтво, культура, відпочинок та спорт                 | Мистецтво, культура, відпочинок та спорт                 |                                                          | 1,3%                                                     | 1,3%                                                     |
| Роздрібна торгівля та послуги                            | Роздрібна торгівля та послуги                            |                                                          | 11,2%                                                    | 11,2%                                                    |
| Гуртова торгівля, транспорт та обладнання                | Гуртова торгівля, транспорт та обладнання                |                                                          | 14,8%                                                    | 14,8%                                                    |
| Природні ресурси, сільське господарство                  | Природні ресурси, сільське господарство                  |                                                          | 9,4%                                                     | 9,4%                                                     |
| Виробництво                                              | Виробництво                                              |                                                          | 4,5%                                                     | 4,5%                                                     |

## Населені пункти
До складу муніципального району входять містечка Кастор, Коронейшн, село Галкерк, а також хутори, інші малі населені пункти та розосереджені поселення.

## Клімат
Середня річна температура становить 2,8°C, середня максимальна – 21,6°C, а середня мінімальна – -19,7°C. Середня річна кількість опадів – 424 мм.
| Клімат поселення                              | Клімат поселення | Клімат поселення | Клімат поселення | Клімат поселення | Клімат поселення | Клімат поселення | Клімат поселення | Клімат поселення | Клімат поселення | Клімат поселення | Клімат поселення | Клімат поселення | Клімат поселення |
| Показник                                      | Січ.             | Лют.             | Бер.             | Квіт.            | Трав.            | Черв.            | Лип.             | Серп.            | Вер.             | Жовт.            | Лист.            | Груд.            |                  |
| Середній максимум, °C                         | −6,61            | −3,23            | 1,77             | 10,45            | 16,63            | 20,87            | 21,62            | 20,92            | 15,47            | 9,49             | −0,25            | −5,75            |                  |
| Середня температура, °C                       | −13,15           | −9,77            | −4,79            | 3,89             | 10,10            | 14,32            | 16,78            | 16,08            | 10,62            | 4,65             | −5,1             | −10,58           |                  |
| Середній мінімум, °C                          | −19,7            | −16,31           | −11,32           | −2,66            | 3,53             | 7,80             | 11,94            | 11,24            | 5,80             | −0,18            | −9,93            | −15,43           |                  |
| Норма опадів, мм                              | 21               | 14               | 21               | 23               | 43               | 74               | 77               | 55               | 43               | 18               | 16               | 19               |                  |
| Середньомісячна швидкість вітру, м/с          | 4.10             | 3.90             | 4.09             | 4.29             | 4.28             | 3.90             | 3.57             | 3.40             | 3.70             | 4.00             | 4.20             | 4.20             |                  |
| Середньомісячна сонячна радіація, кДж/м²·день | 3977             | 7495             | 12512            | 17538            | 20801            | 22227            | 22665            | 19132            | 13211            | 8041             | 4153             | 2943             |                  |
| --------------------------------------------- | ---------------- | ---------------- | ---------------- | ---------------- | ---------------- | ---------------- | ---------------- | ---------------- | ---------------- | ---------------- | ---------------- | ---------------- | ---------------- |
| Джерело:                                      |                  |                  |                  |                  |                  |                  |                  |                  |                  |                  |                  |                  |                  |